# Monohelea ussurica
Monohelea ussurica är en tvåvingeart som beskrevs av Remm 1971. Monohelea ussurica ingår i släktet Monohelea och familjen svidknott. Inga underarter finns listade i Catalogue of Life.